# انجمن بین‌المللی ناشران
انجمن بین‌المللی ناشران ( IPA ، در اصل Congrès international des éditeurs) یک فدراسیون بین‌المللی صنعت نشر کتاب متشکل از انجمن‌های ناشران ملی است که به نمایندگی از ناشران کتاب و مجلات، در سال ۱۸۹۶ در پاریس تأسیس شد. این یک سازمان غیرانتفاعی و غیردولتی است که به منظور ترویج و حمایت از نشر و افزایش آگاهی برای انتشار در زمینه توسعه اقتصادی، فرهنگی و سیاسی است. این انجمن منافع صنعت نشر در سطح بین‌المللی را نمایندگی می‌کند.  
دو رکن اصلی این انجمن عبارتند از: ارتقای کپی رایت و حمایت از آزادی نشر.  این انجمن با سانسور مخالفت است و افزایش سواد را ترویج می‌کند. از سال ۲۰۰۵، این انجمن جایزه آزادی انتشار را اهدا کرد که در سال ۲۰۱۶ به جایزه ولتر تغییر نام داد.  از سال ۲۰۲۲، دو جایزه دیگر، یک جایزه قهرمان و یک جایزه نوآوری هم به برندگان اهدا می‌کند.  